# Толстой, Александр Петрович (1863)
Граф Алекса́ндр Петро́вич Толсто́й (6 апреля 1863 — после 1917) — русский общественный деятель и политик, член III Государственной думы от Уфимской губернии, член Государственного Совета по выборам.

## Биография

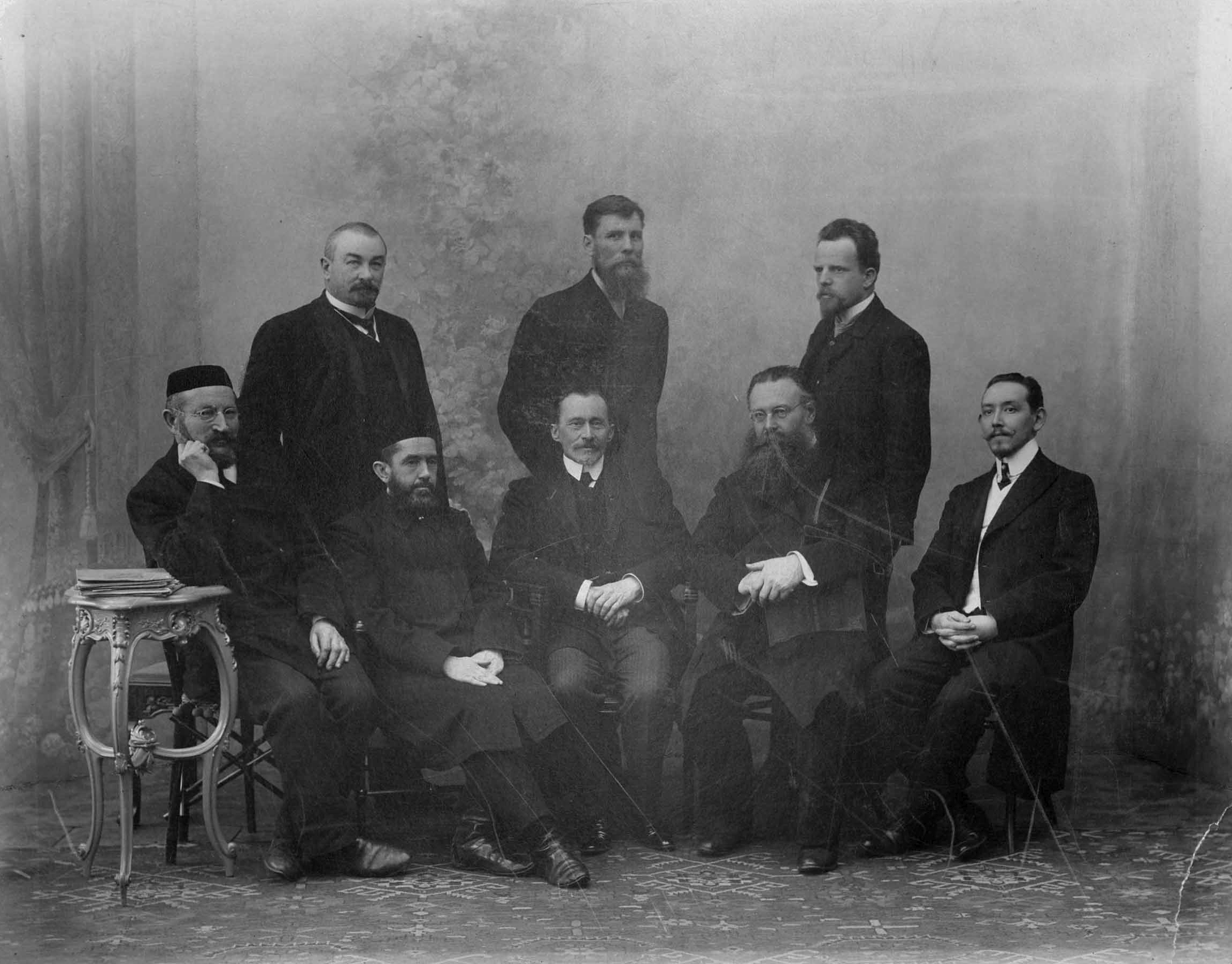
Депутаты III Государственной думы от Уфимской губернии. Стоят: А. П. Толстой, В. Е. Косоротов, Ю. Ю. Блюменталь; сидят: Ш. З. Махмудов, М. М. Тукаев, К. Б. Тевкелев, Г. В. Гутоп, А. Ш. Сыртланов

Православный. Из старинного дворянского рода. Землевладелец Уфимской губернии (4000 десятин).
Сын штабс-ротмистра графа Петра Николаевича Толстого и Екатерины Александровны Языковой, наследницы имения Языково, связанного с именем её дяди Н. М. Языкова. Младший брат Пётр — земский деятель, член I Государственной думы от Уфимской губернии.
Окончил Симбирскую гимназию (1882) и естественное отделение физико-математического факультета Казанского университета (1887).
По окончании университета поселился в своем имении Уфимской губернии. Занимался сельским хозяйством и общественной деятельностью. Избирался участковым мировым судьей (1887—1896), гласным Уфимского уездного (1887—?) и губернского земств, почетным мировым судьей. С введением в губернии института земских начальников был назначен таковым, однако из-за конфликта с вице-губернатором Богдановичем вышел в отставку и сосредоточился на ведении хозяйства и земской деятельности. Состоял членом губернской землеустроительной комиссии.
В 1907 году был избран членом Государственной думы от Уфимской губернии. Входил во фракцию прогрессистов, был секретарем фракции. Состоял товарищем председателя продовольственной комиссии, докладчиком сельскохозяйственной комиссии, а также членом комиссий: по переселенческому делу, сельскохозяйственной, об охоте, по местному самоуправлению.
В 1912—1914 годах входил в ЦК партии прогрессистов. 20 августа 1912 был избран в члены Государственного Совета от Уфимского земства. Примкнул к группе левых. В 1915 году был переизбран.
В годы Первой мировой войны состоял уполномоченным Главного комитета Всероссийского союза помощи больным и раненным воинам. В августе 1917 участвовал в Государственном совещании в Москве.
Дальнейшая судьба неизвестна. Был холост.